# Autódromo Interlomas
El Autódromo Interlomas es un circuito de carreras, ubicado en el poblado de Pillanlelbún, comuna de Lautaro. Se encuentra a 18 kilómetros al norte de Temuco, la capital de la Región de La Araucanía, al sur de Chile.

## Historia
Fue inaugurado el 23 de noviembre de 1996 y actualmente es el principal autódromo de la región de la Araucanía. Además de las competencias locales, este circuito ha albergado carreras de la Fórmula 3 Sudamericana, Fórmula 3 Chilena y TC 2000 de Chile. Tiene una capacidad para 7000 personas, zona de boxes con 32 ubicaciones, cafetería, torre de control de 4 pisos, una extensión total de 2745 metros, 10 curvas y su recta más larga es de 500 metros.

## Categorías
Las categorías de automóviles que compiten son las siguientes:
- Gran Turismo Pista GTP by Goodyear
- TC 2000 de Chile (actualmente llamada «Turismo Sur»)
- Fórmula 3 Chilena
- Monomarca Fiat 600
- Fórmula 3 Sudamericana
- Campeonato de Automovilismo ChileSur
- Time Attack Chile
- Stock Car (Chile)
- Campeonato Chileno de Superbike
- Campeonato Superbike Chile Sur
- Best-Lap: Clase A, Clase B y Clase C
- Piques ¼ de milla
- TP Race
- Coseche Motorsport by Opel
- Campeonato Chileno de Velocidad
- Campeonato Histórico de Velocidad
- TrackDay ZonaSur
- SaoPaulo Trackday
- Copa Interlomas by Power Master
- ICS Interclubes Centro Sur